# Chlorogomphus yoshihiroi
Chlorogomphus yoshihiroi is een echte libel (Anisoptera) uit de familie van de Chlorogomphidae.
De wetenschappelijke naam van de soort werd in 1994 gepubliceerd door Karube.